# Anathallis lasioglossa
Anathallis lasioglossa är en orkidéart som först beskrevs av Rudolf Schlechter, och fick sitt nu gällande namn av Carlyle August Luer. Anathallis lasioglossa ingår i släktet Anathallis och familjen orkidéer.
Artens utbredningsområde är Ecuador. Inga underarter finns listade i Catalogue of Life.